# Latanoprost
Latanoprost, được bán dưới tên thương mại Xalatan cùng với một số những tên khác, là một loại thuốc được sử dụng để điều trị tăng áp lực bên trong mắt. Các bệnh dạng này này bao gồm tăng huyết áp mắt và bệnh tăng nhãn áp góc mở. Chúng được sử dụng dưới dạng thuốc nhỏ mắt. Các hiệu ứng thường sẽ xuất hiện trong vòng bốn giờ sau khi sử dụng, và hiệu lực kéo dài tới một ngày.
Các tác dụng phụ thường gặp có thể kể đến như mờ mắt, đỏ mắt, ngứa và sạm đen. Một số tác dụng phụ nghiêm trọng hơn như viêm giác mạc và dị ứng cũng có thể xảy ra nhưng ít hơn. Mức độ an toàn nếu sử dụng thuốc trong thời kỳ mang thai và cho con bú vẫn là chưa rõ ràng. Latanoprost thuộc họ thuốc tương tự prostaglandin. Chúng hoạt động bằng cách tăng dòng chảy của thủy dịch từ mắt qua đường thoát uveoscleral phía sau mắt.
Latanoprost được chấp thuận cho sử dụng y tế tại Hoa Kỳ vào năm 1996. Nó nằm trong danh sách các thuốc thiết yếu của Tổ chức Y tế Thế giới, tức là nhóm các loại thuốc hiệu quả và an toàn nhất cần thiết trong một hệ thống y tế. Latanoprost có sẵn dưới dạng thuốc gốc. Chi phí bán buôn ở các nước đang phát triển là khoảng 0,69-3,79 USD cho một chai 2,5 ml. Tại Hoa Kỳ một tháng chi phí điều trị có chi phí ít hơn 25 USD.